# Леонідовка (Єсільський район)
Леоні́довка (каз. Леонидов) — село у складі Єсільського району Північноказахстанської області Казахстану. Входить до складу Корнієвського сільського округу, раніше входило до складу ліквідованої Новоузенської сільської ради.
Населення — 56 осіб (2021; 170 у 2009, 260 у 1999, 290 у 1989).
Національний склад станом на 1989 рік:
- росіяни — 64 %.